# Pseudocoremia confusa
Pseudocoremia confusa là một loài bướm đêm trong họ Geometridae.